# Handball-Ostzonenmeisterschaft 1949
Die Handball-Ostzonenmeisterschaft 1949 wurde im Feldhandball ausgetragen und führte zur Ermittlung des Ostzonen-Meisters bei den Männern und Frauen.

## Meisterschaftsmodus
Für die Ostzonenmeisterschaft qualifizierten sich sowohl bei den Männern als auch bei den Frauen die fünf Landesmeister. Die Berliner Meister beteiligte sich nicht an der Ostzonenmeisterschaft. Die Mannschaften trafen jeweils in einer einfachen Punktspielrunde aufeinander, als Meister wurde die Mannschaft mit der höchsten Punktzahl gekürt.

## Feldhandball Männer
Bei den Männern hatten sich folgende Mannschaften qualifiziert:
- BSG Buckau-Wolf Fermersleben (Sachsen-Anhalt)
- BSG Elektra Frankfurt/O. (Brandenburg)
- SG Gera-Untermhaus (Thüringen)
- BSG Lokomotive Pirna (Sachsen)
- BSG Neptun Rostock (Mecklenburg)

Die BSG Buckau-Wolf gewann alle vier Meisterschaftsspiele und erreichte dabei folgende Resultate:
- Elektra Frankfurt 16:4
- Lokomotive Pirna 12:5
- Neptun Rostock 11:6
- SG Gera-Untermhaus 15:7 (letztes Endrundenspiel am 20. Juni 1949)

## Feldhandball Frauen
An der Ostzonenmeisterschaft der Frauen nahmen folgende Mannschaften teil:
- SG Fortuna Erfurt (Thüringen)
- SG Kleinzschocher-West Leipzig (Sachsen)
- SG Luckenwalde-Süd (Brandenburg)
- ZSG Metro Weißenfels (Sachsen-Anhalt)
- SG Wismar-Süd (Mecklenburg)

Als Meister 1949 kristallisierten sich die Frauen der SG Kleinzschocher-West heraus, die ebenso wie der Männermeister die Meisterschaftsrunde ohne Punktverlust überstanden. Sie besiegten die Sportgemeinschaften
- Fortuna Erfurt 14:0
- Luckenwalde-Süd 11:0
- Metro Weißenfels 6.2
- Wismar-Süd 7:2